# Hauke Göttsch

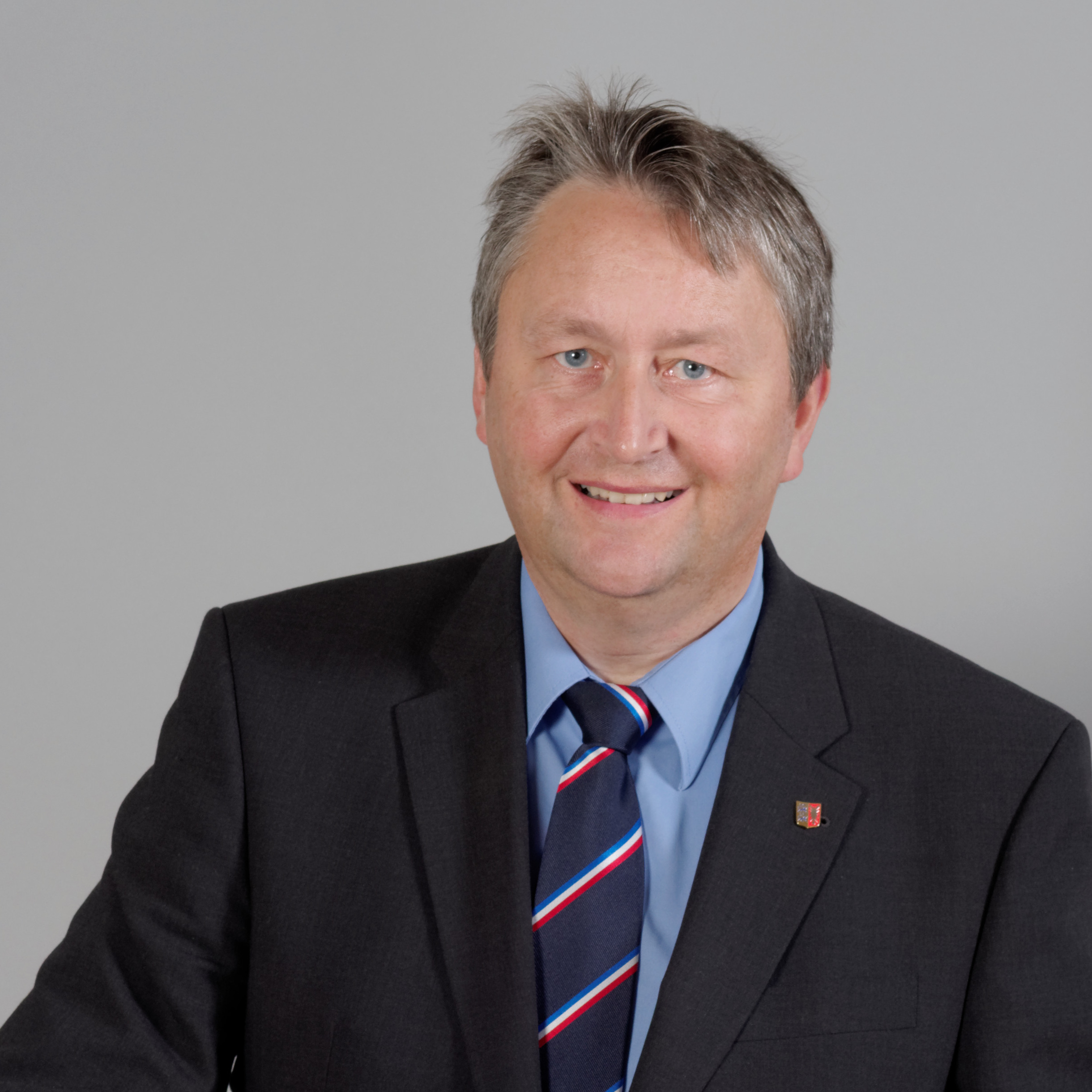
Hauke Göttsch (2013)

Hauke Göttsch (* 21. Januar 1965 in Neumünster) ist ein deutscher Politiker (CDU) und seit 2009 Abgeordneter des Schleswig-Holsteinischen Landtags.

## Leben und Beruf
Hauke Göttsch machte nach dem Abitur am Wirtschaftsgymnasium in Neumünster von 1984 bis 1986 eine Ausbildung zum Landwirt und absolvierte anschließend ein Studium an der Christian-Albrechts-Universität zu Kiel mit Abschluss Diplom-Agraringenieur. 1991 bis 1994 arbeitete er als Angestellter bei Wünsche, Landhandel GmbH in Neustadt/Holstein und bei Rudolf Rusch GmbH & Co KG in Itzehoe. Von 1994 bis 2019 war er Angestellter bei der Landgesellschaft Schleswig-Holstein mbH in Kiel, Geschäftsbereich Flächenmanagement und Agrarstrukturverbesserung.
Hauke Göttsch ist evangelisch-lutherisch und verheiratet.

## Politik
1989 trat Hauke Göttsch der Christlich Demokratischen Union bei.
Von 1998 bis 2003 war Göttsch bürgerliches Mitglied im Finanzausschuss der Gemeinde Ehndorf. In der Zeit von 2003 bis 2008 engagierte er sich als Gemeindevertreter im Finanzausschuss und war von 2003 bis 2014 CDU-Vorsitzender des Ortsverbandes Ehndorf. Von 2008 bis 2013 war er dort stellvertretender Bürgermeister und Mitglied des Kreistages Rendsburg-Eckernförde, in dem er die CDU-Fraktion im Umwelt- und Bauausschuss vertreten hat.
Seit Juni 2013 ist Göttsch Bürgermeister der Gemeinde Ehndorf.

## Abgeordneter
Bei der vorgezogenen Landtagswahl in Schleswig-Holstein 2009, welche in der 17. Wahlperiode lag, wurde er im Landtagswahlkreis Rendsburg-Süd direkt in den Landtag gewählt. 2012 wurde die Wahl bestätigt. Im Landtag war er zunächst Mitglied, von 2013 bis 2017 schließlich Vorsitzender des Umwelt- und Agrarausschusses, zudem Mitglied im Petitionsausschuss.
Im Februar 2016 wurde Hauke Göttsch für den Wahlkreis 09, Rendsburg-Ost, mit 122 von 130 Stimmen, das entspricht 93,85 Prozent, als Direktkandidat für die Landtagswahl 2017 nominiert.
Bei der Landtagswahl 2017 zog Hauke Göttsch mit 44,0 Prozent der Erststimmen als direkt gewählter Abgeordneter des Wahlkreises Rendsburg-Ost für die 19. Wahlperiode erneut in den Landtag ein. Er war der stellvertretende Vorsitzende des Umwelt- und Agrarausschusses, Vorsitzender im Petitionsausschuss sowie jagdpolitischer Sprecher der CDU-Fraktion.
Bei der Landtagswahl 2022 zog Göttsch mit 42,5 Prozent der Erststimmen als direkt gewählter Abgeordneter des Wahlkreises Rendsburg-Ost für die 20. Wahlperiode erneut in den Landtag ein.

## Gesellschaftliches Engagement
Von 2003 bis 2008 war Göttsch Schöffenrichter am Amtsgericht Neumünster. Von 2008 bis 2012 war er Mitglied im Aufsichtsrat der Abfallwirtschaft Rendsburg-Eckernförde (AWR).